# Toivo Keinänen
Pour les articles homonymes, voir Keinänen.
Toivo Keinänen est un joueur d'échecs finlandais né le 2 octobre 2002 qui a remporté trois fois le championnat de Finlande. 
Au 1er septembre 2016, Toivo Keinänen est le deuxième joueur finlandais avec un classement Elo de 2 535 points.

## Palmarès
Toivo Keinänen a remporté cinq fois le championnat de Finlande d'échecs : en 2019, 2021, 2023, 2024 et 2025.
En janvier 2023, il finit troisième de la Rilton Cup 2022-2023 en Suède. En juillet 2023, il remporte le mémorial Ilmar Raud en Estonie.
En janvier 2024, il remporte l'open de Cracovie.

### Compétitions par équipes
Keinänen a représenté la Finlande lors des olympiades d'échecs de 2018 (5,5/9 au 4e échiquier), 2022 (6,5/10 au premier échiquier) et 2024 (6/9 au premier échiquier).
Il a aussi participé aux championnats d'Europe par équipe de 2019 (4/9 au 2e échiquier) et 2023 (3/7 au 1er échiquier).